# Santa Rosa (Kalifornien)
Santa Rosa ist eine Stadt im Sonoma County im US-Bundesstaat Kalifornien.
Santa Rosa ist die größte Stadt in der nordkalifornischen Weinanbauregion Wine Country und mit 178.127 Einwohnern (Stand: 2020) eine der größten Städte der San Francisco Bay Area. Der Santa Rosa Rural Cemetery wurde 1854 angelegt.

## Geschichte

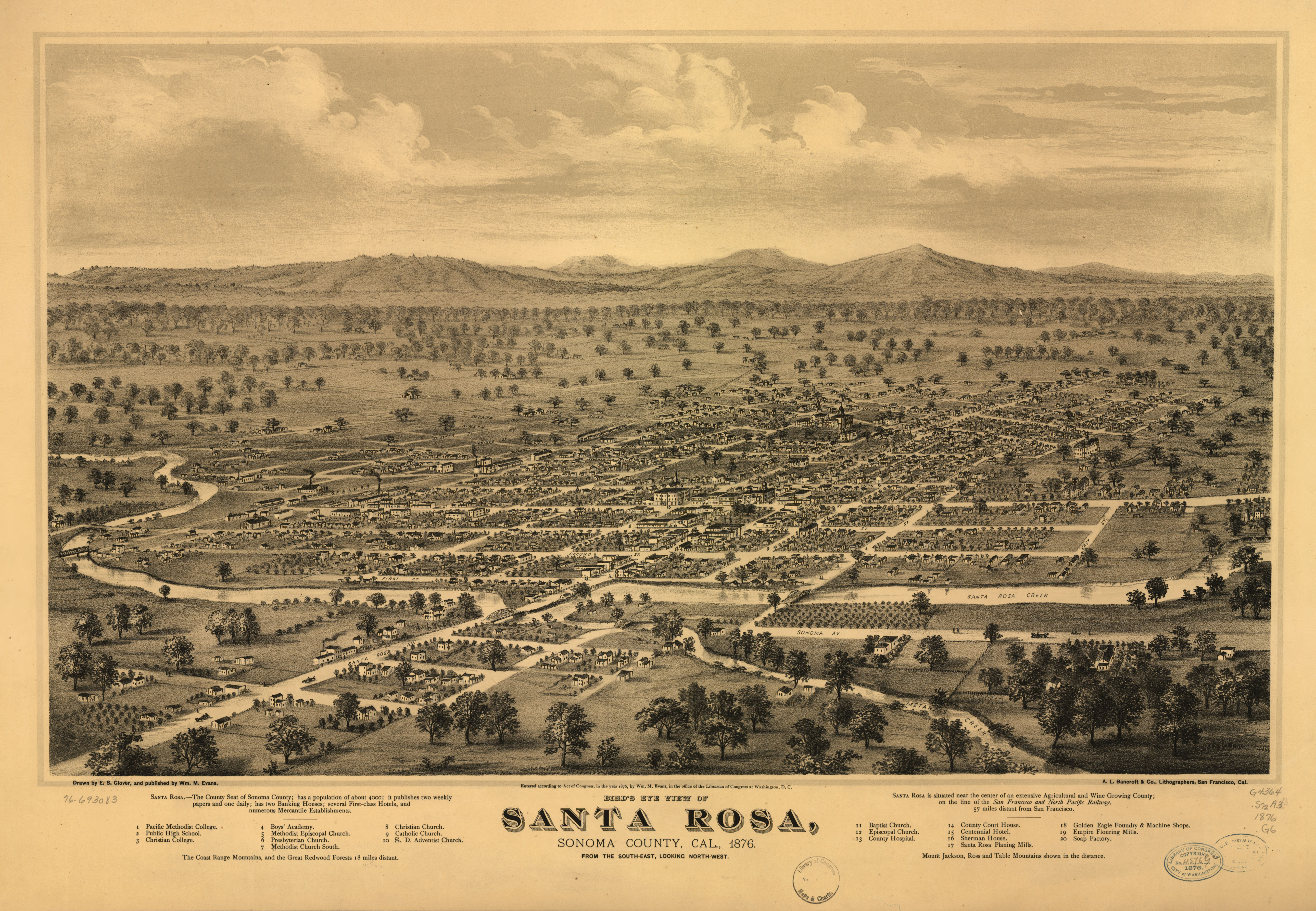
Panoramakarte von Santa Rosa von 1876

Santa Rosa, spanisch für Heilige Rose, wurde nach der Heiligen Rosa von Lima benannt. Vor der Ankunft der Europäer lebten in der Ebene von Santa Rosa der Stamm der Pomo-Ureinwohner, die als Bitakomtara bekannt sind.
Die ersten nicht-einheimischen dauerhaften Siedler waren die Familie der Witwe María Ygnacia López de Carrillo. In den 1830er Jahren, während der mexikanischen Zeit, baute die Familie von López de Carrillo ein Lehmhaus auf der Rancho Cabeza de Santa Rosa, östlich der späteren Innenstadt von Santa Rosa. In den 1850er Jahren wurden in der heutigen Innenstadt von Santa Rosa eine Post und ein Gemischtwarenladen eingerichtet. 1867 erkannte der Landkreis Santa Rosa als eingemeindete Stadt an und 1868 bestätigte der Staat offiziell die Eingemeindung, was sie offiziell zur dritten eingemeindeten Stadt im Sonoma County machte.

## Verkehr
Von Larkspur, das durch eine Fähre mit San Francisco verbunden ist, verkehren die Züge des Sonoma-Marin Area Rail Transit über Santa Rosa bis nach Windsor.
Der nächste Flughafen ist der (auch mit dem Sonoma-Marin Area Rail Transit erreichbare) Flughafen Sonoma County.

## Söhne und Töchter der Stadt
Gebürtig aus Santa Rosa stammen:
- Lee C. Bollinger (* 1946), Jurist, Hochschullehrer und Präsident der Columbia University
- Savilia Blunk (* 1999), Cross-Country-Mountainbikerin
- Jim Dodge (* 1945), Schriftsteller
- Chad Channing (* 1967), Musiker (Schlagzeuger der Band Nirvana)
- Rebecca De Mornay (* 1959), Schauspielerin, Regisseurin und Filmproduzentin
- Elizabeth Field (* 1990), Volleyballspielerin
- Jonathan González (* 1999), US-amerikanisch-mexikanischer Fußballspieler
- Molly Hannis (* 1992), Schwimmerin
- Jenna Johnson (* 1967), Schwimmerin
- Eric Kronberg (* 1983), Fußballspieler
- Julian Lage (* 1987), Musiker
- John Laird (* 1950), Politiker
- Dorothy Liebes (1897–1972), Textildesignerin und Weberin
- Julie London (1926–2000), Schauspielerin und Sängerin
- Robert Quarry (1925–2009), Schauspieler
- Robert Ripley (1890–1949), Comiczeichner und Radioreporter
- Julia Smit (* 1987), Schwimmerin
- Jussie Smollett (* 1982), Schauspieler
- Morgan Spector (* 1980), Schauspieler
- Stephan Thelen (* 1959), Schweizer Gitarrist, Komponist und Mathematiker

In Santa Rosa leben oder lebten:
- Luther Burbank (1849–1926), Pflanzenzüchter
- William Mark Felt (1913–2008), Agent der US-amerikanischen Bundespolizei FBI
- Norman Greenbaum (* 1942), Musiker
- Thomas Lake Harris (1823–1906), Prediger, Winzer und Begründer einer Kommunität
- Richard Heinberg (* 1950), Journalist, Autor und Pädagoge
- Dan Hicks (1941–2016), Musiker
- John Howard (1913–1995), Schauspieler
- Levi Leipheimer (* 1973), Radrennfahrer
- Charles M. Schulz (1922–2000), Comiczeichner und der Erfinder der Comicserie Die Peanuts
- Tom Waits (* 1949), Sänger, Komponist, Schauspieler und Autor
- Natalie Wood (1938–1981), Schauspielerin

## Filmkulisse
Santa Rosa war Drehort vieler Filmproduktionen, darunter
- Im Schatten des Zweifels: Santa Rosa Railroad Depot, NWP Engine #140, Old Courthouse Square, Stadtbibliothek und McDonald Avenue. Die Handlung des Filmes spielt ebenfalls in Santa Rosa, damals eine Kleinstadt mit etwa 15.000 Einwohnern.
- Eine total, total verrückte Welt: Sonoma County Airport
- Cujo
- Die Goonies, Goat Rock Beach, 50 min von Santa Rosa entfernt
- Peggy Sue hat geheiratet: Santa Rosa High School
- Stirb langsam 2: Santa Rosa Air Center
- Stop! Oder meine Mami schießt!: Santa Rosa Air Center
- Phenomenon – Das Unmögliche wird wahr: Santa Rosa Junior College und "The Wagon Wheel", eine Bar am Highway 101
- Scream – Schrei!: McDonald Avenue, ein Gemüseladen und eine Videothek
- Banditen!: Flamingo Hotel
- The Man Who Wasn’t There
- Im Dutzend billiger: Railroad Square

## Stadtbrand im Oktober 2017
Im Oktober 2017 wurden aufgrund starker Winde sich sehr schnell ausbreitender Wald- und Buschbrände im Norden Kaliforniens mehrere Wohngebiete in Santa Rosa nahezu vollständig zerstört. Auch die historische Rundscheune Fountaingrove Round Barn brannte dabei ab. Zur Vermeidung von Plünderungen wurde daraufhin eine Ausgangssperre verhängt.